# Charlot garçon de banque
Pour plus de détails, voir Fiche technique et Distribution.
Charlot garçon de banque ou Charlot à la banque (titre original : The Bank) est une comédie burlesque américaine réalisée par Charlie Chaplin, sortie le 9 août 1915.

## Synopsis
Charlot est concierge dans une banque. Mais ses maladresses et sa fainéantise ne font pas de lui un employé modèle. Fou amoureux de la secrétaire Edna, Charlot se lance et déclare sa flamme par un mot doux et une fleur. Mais très vite il découvre que ses sentiments sont loin d'être partagés. Malheureux, il se réfugie dans un cagibi et s'endort contre son balai.
Il est alors réveillé par un client furieux qui, à l'aide de complices, décide de se venger et de voler la banque. Charlot intervient et sauve Edna après avoir enfermé les voleurs dans le coffre. Le directeur de la banque félicite le courageux concierge, et Edna accepte finalement ses avances.
Mais Charlot se réveille et s'aperçoit que ce qu'il prenait pour Edna n'était que son balai.

## Fiche technique
- Titre original : The Bank
  - Titres alternatifs : Charlie in the Bank, Charlie Detective
- Titre : Charlot garçon de banque
  - Titre alternatif : Charlot à la banque
- Réalisation : Charlie Chaplin
  - Assistant réalisateur : Ernest Van Pelt (non crédité)
- Scénario : Charlie Chaplin
- Photographie : Harry Ensign
- Montage : Charlie Chaplin (non crédité)
- Producteur : Jess Robbins
- Société de production : The Essanay Film Manufacturing Company
- Société de distribution : General Film Company (États-Unis)
- Pays d’origine :  États-Unis
- Langue : intertitres en anglais
- Format : Noir et blanc - 35 mm - 1,33:1 - Muet
- Genre : Comédie, Film burlesque
- Longueur : deux bobines (605 mètres)
- Durée : 15 minutes
- Date de sortie : 9 août 1915
- Licence : Domaine public

## Distribution
- Charlie Chaplin : Charlot le concierge
- Edna Purviance : la secrétaire
- Carl Stockdale : Charles, un caissier
- Charles Inslee : le directeur de la banque
- Leo White : le greffier
- Billy Armstrong : un autre concierge
- Fred Goodwins : le caissier chauve/ un voleur
- John Rand : un voleur / le vendeur
- Lloyd Bacon : un voleur
- Lee Hill : un grand voleur moustachu
- Frank J. Coleman : un voleur
- Paddy McGuire : le caissier à la veste blanche
- Wesley Ruggles : un client
- Carrie Clark Ward : un client
- Lawrence A. Bowes : le vendeur attaché